# Pinehurst (Georgia)
Pinehurst è una città degli Stati Uniti d'America, situata in Georgia, nella Contea di Dooly.